# EBS 수능포트리스 국사
EBS 수능포트리스 국사는 EBS 플러스 1에서 방송되었던 고1 내신 강의 프로그램이다.

## 강의 내용
학습목표 

- 각 강좌의 첫머리에 학습 목표를 제시하여 학습의 길잡이가 될 수 있도록 구성하였다. 

내용정리 

- 교과서의 핵심 내용을 쉽게 이해할 수 있도록 체계적으로 정리하고, 중요 개념을 풀이해 줌으로써 교과의 기초를 닦을 수 있도록 하였다. 

supplement 

- 내용 정리가 끝나는 부분 하단에 보충 자료를 실어 보충 학습 및 심화 학습이 가능하도록 하였다. 

자료탐구 

- 교과서의 자료 2~3개의 주제별로 정리하여 제시함으로써 사료, 지도, 도표등의 자료 해석 능력을 기를 수 있도록 하였다. 

주제탐구 

- 교과서 외의 자료를 중심으로 핵심 주제를 선별하여 제시하고, 자료에 대한 분석을 첨부하였으며, 탐구 예제를 통하여 주제의 내용을 확인할 수 있도록 구성하였다. 

교과서 기본문제 

- 교과서의 기본 개념 및 내용을 확인하고 학교 내신에 대비할 수 있는 문제들로 구성하였다. 

수능 원리문제 

- 앞에서 학습한 내용을 수능 유형의 문항으로 문제화하여 핵심 내용을 완전히 소화할 수 있도록 함과 동시에 수능에 대한 대비도 가능하도록 구성하였다. 

탐구력 향상문제 

- 핵심적 내용과 관련된 다양한 유형의 문제를 풀어 봄으로써, 교과 내용에 대한 지식을 재확인하고 응용력과 탐구력 및 문제 해결 능력을 향상시킬 수 있도록 구성하였다. 

정답과 해설 

- 정답의 도출 과정과 교과의 내용을 연결하여 상세히 설명하고, 오답의 원인을 찾아 분석함으로써 유사 문제 및 응용 문제에 대한 대비가 가능하도록 하였다. 특히 문제의 출제 의도를 밝힘으로써 문항 출제 의도와 교과의 내용을 연결하여 파악할 수 있도록 하였다.